# Herklotsichthys
Herklotsichthys is een geslacht van straalvinnige vissen uit de familie van haringen (Clupeidae). Het geslacht is voor het eerst wetenschappelijk beschreven in 1951 door Whitley.

## Soorten
- Herklotsichthys blackburni (Whitley, 1948)
- Herklotsichthys castelnaui (Ogilby, 1897)
- Herklotsichthys collettei Wongratana, 1987
- Herklotsichthys dispilonotus (Bleeker, 1852)
- Herklotsichthys gotoi Wongratana, 1983
- Herklotsichthys koningsbergeri (Weber & de Beaufort, 1912)
- Herklotsichthys lippa (Whitley, 1931)
- Herklotsichthys lossei Wongratana, 1983
- Herklotsichthys ovalis (Anonymous Bennett, 1830)
- Herklotsichthys punctatus (Rüppell, 1837)
- Herklotsichthys quadrimaculatus (Rüppell, 1837)
- Herklotsichthys spilurus (Guichenot, 1863)